# Зарија Поповић
Зарија Поповић (Гњилане, 5. фебруар 1856 — Београд, 25. август 1934) био је српски национални и просветни радник, књижевник и начелник Државне статистике.

## Биографија и каријера
Родио се у Гњилану у братству Гулић. Основну школу је учио у Гњилану и у Приштини, код учитеља Милана Ковачевића, који је био јако цењен у то време. Зарија је 1870. године ступио у Богословију у Београду. Био је одличан ђак, први међу друговима, и последње године постао је питомац митрополита Михаила, који га је необично волео и ценио.
У Гњилану је био учитељ од 1874. до 1878. када је дочекао прву српску војску. Када су делови Шумадијског корпуса по заузећу Гњилана 23. јануара 1878. године морали напустити Гњилане 16. фебруара, због примирија, Зарија је са још педесетак гњиланских породица напустио град и отишао у Врање.
У самом Врању Зарија се истакао у организовању одбране града од европске дипломатије, која је желела да Врање припадне Бугарској, или да се врати Турској. Између осталог, Зарија је предводио многољудну депутацију грађана из околине Врања пред изасланство енглеске владе, које је дошло да се распита о расположењу становништва о овом питању. Зарија је 1. августа 1878. постављен за учитеља у Врању, и помоћника Милана Ковачевића, где је примио трећи и четврти разред. Радио је потом као писар администрацију врањске епархије, затим писар врањског окружног суда. Доцније двапут је наименован за епископа у Скопљу и Призрену али се није примио. Од 1887. године премештен је за писара Министарства просвете и црквених послова где је примио Одељење за српске цркве и школе у Турској, чувено П. П. одељење за просветну пропаганду у Старој Србији и Македонији. Две године касније када је одељење придодато Министарству спољњих послова, Зарија Поповић почиње рад у Светосавсокој вечерњој школи. Он је у овој школи предавао све до 1912. године, када школа престаје са радом. Предавао је Словенски и црквено и сетовно певање, а његов музички дар био је добро познат и чувен. Зарија је доспео до положаја начелника Статистике, са ког је положаја стављен у пензију.
Зарија је био и плодан писац и поред неколико службених алманаха, које је уређивао, писао је и приповетке, инспирисан мотивима из свог родног краја. Најпознатије су Пред Косовом из 1877-78. године и Почек. Био је и члан Главног Друштвеног Одбора Друштва Свети  Сава и значајан члан Братства. 